# 蔡培火
蔡培火（1889年5月22日—1983年1月4日），號峰山，臺灣政治人物，雲林縣北港鎮人，日治時期曾從事社會運動，戰後曾任中華民國紅十字會副會長、立法委員、行政院政務委員。

## 生平

### 早年

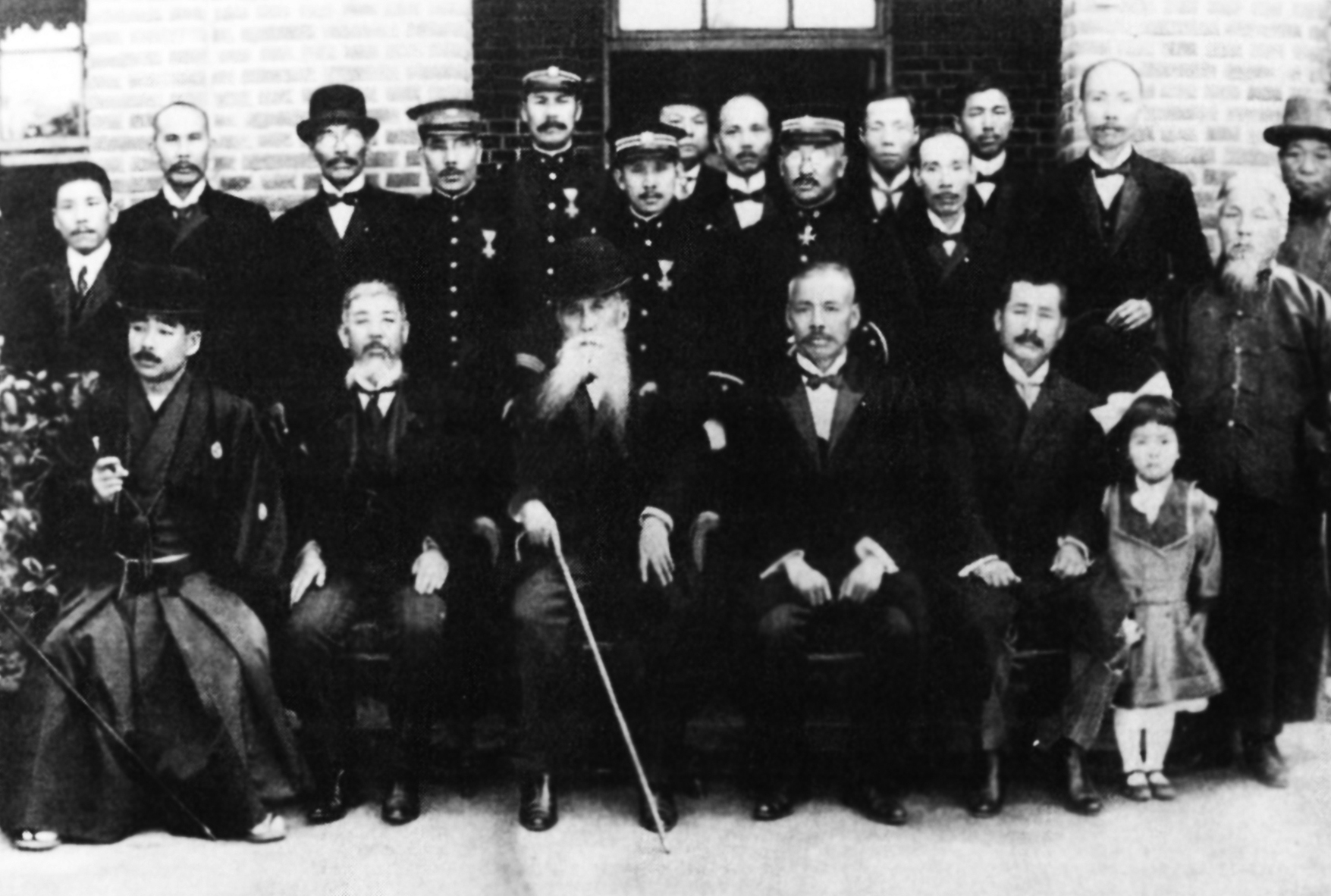
臺灣同化會創設 - 板垣退助（前列中央）、蔡培火（後列中央）、林獻堂（後列右2人目）於臺灣撮影

1897年受長兄嘉培指導學習漢文，1901-1902年（明治35-36年），蔡培火就讀公學校期間，彼時在台南唸書的兄長教他羅馬字，開啟其接觸羅馬字及之後白話字運動的契機。1906年，他進入臺灣總督府國語學校師範部就讀。1910年，他在畢業後任阿公店公學校訓導，兩年後於臺南市第二公學校任教。1914年（大正3年），他加入台灣同化會；1915年，同化會遭解散，蔡培火也被迫離開教職。之後，他在親友與林獻堂的資助下前往日本留學，並考上東京高等師範學校理科二部（物理化學科）。1917年結識日本植村正久牧師，開始接觸基督教並於1920年於日本東京富士見町教會受洗，同年他加入「新民會」並擔任《臺灣青年》的編輯兼發行人。
1920年（大正9年），在《台灣青年》一卷四號發表〈我島と我等〉（而後在同卷五號發表漢文版〈我島與我等〉），提出「（台灣是台灣人的台灣）」的主張，成為台灣民族運動中最重要的中心思想。1921年（大正10年）加入台灣文化協會，協助推動「台灣議會設置請願運動」。之後曾因違反《治安警察法》遭逮捕，與蔣渭水一同被判刑四個月，此事是便是治警事件。在獄中服刑時，他创作了《台灣自治歌》。
1927年（昭和2年）文化協會分裂，蔡培火因不滿協會有同志搞階級鬥爭，加之與連溫卿主張不合，因而脫離文化協會並與蔣渭水共組台灣民眾黨，但之後因蔣渭水大力支持工農運動，蔡即對蔣產生不滿。1929年，他在台南舉辦「台灣白話字第一回研究會」，共舉辦三期，之後日本當局以「恐有影響於日語的普及，有礙教育方針」為由加以禁止；同時，他將歌曲《咱台灣》寫作完成。

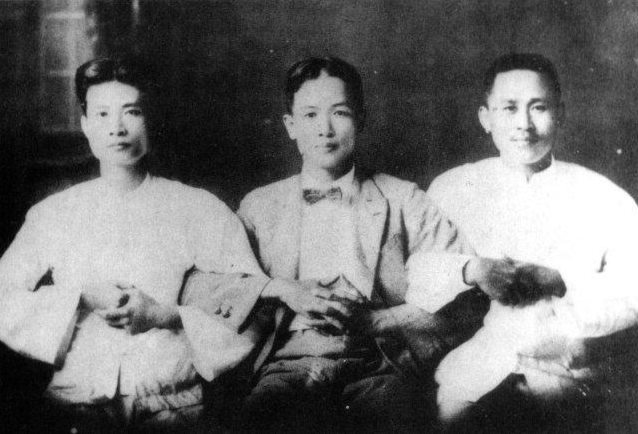
蔡培火（右）、王受祿與韓石泉於1930年共擬組織「新生堂財團」時留下的合影

1930年（昭和5年）8月蔡培火又因不滿黨內同志主張社會主義和工農運動，於是又與楊肇嘉、林獻堂等人另組台灣地方自治聯盟，12月遭台灣民眾黨開除黨籍。1937年第一任妻子吳足逝世，著有一古體詩〈憶我妻〉，同年中日戰爭爆發，蔡前往東京以避開總督府，1942年由東京辗转至上海。

### 二戰後

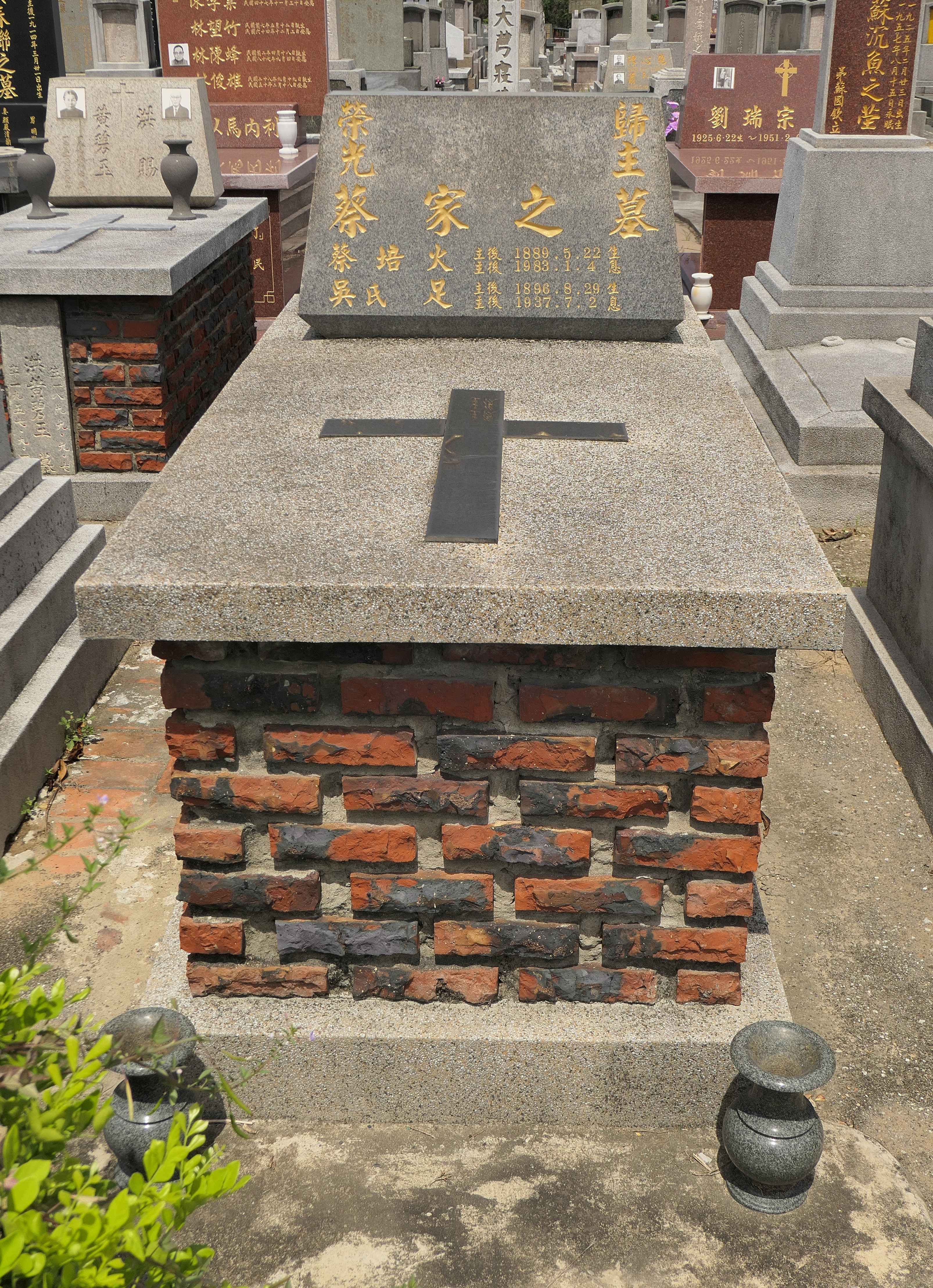
蔡培火墓

蔡培火可說是少數能活到戰後時期且比較沒有受到打壓的台湾政治人物，這點既不同於早逝的蔣渭水、蔡惠如，也不同於险些身陷囹圄的林獻堂，就其仕途來說，甚至比戰前諸多已在自由中國（重慶國民政府）參加對日抗戰的台籍人士更獲信任，見寵於國府軍方與當局，此或與他在日本投降前，1945年7月時曾擔任田川大吉郎的秘書和軍統建立聯繫，是推動臺灣民族運動領導人物中，曾參與軍統地下工作的先驅。
1945年日本投降後，蔡培火於外地立即加入中國國民黨，一年後蔡回到臺灣，1948年當選行憲後第一屆立法委員，1949年於7月18日，行政院會議通過成立東南軍政長官公署，任命臺灣省省主席陳誠為長官，並分設陸海空軍聯席會議與政務委員會，蔡培火與此時已擔任該署政務委員。1950年行政院院長陳誠任蔡培火為政務委員，成為1949年國府播遷來台以後的首位臺籍政務委員。1952年擔任中華民國紅十字會副會長。1974年蔡從紅十字會中撥出新台幣20萬元創辦中華民國捐血運動協會，並出任會長，先後在台北、台中、台南、高雄成立四個捐血中心。
蔡培火晚年透過吳三連介紹，與新一代民主運動領導者康寧祥有所往來。據康寧祥回憶，1979年夏天他接到吳三連電話通知，到國賓飯店與蔡培火首次會面，向他分析局勢。兩週後第二次會面時，蔡培火已向康寧祥詢問：「康先生，如果這樣，台灣人組黨是可能嗎？」。康寧祥對此表示情勢不錯，但還須多準備、訓練。到第三次見面時，蔡培火對康寧祥正式說明「康先生，看這情勢這樣發展下去，國民黨應該是擋不住了，聯合國也撤退，美國也斷交了，他的法統正當性沒了，台灣人如果沒有一個主體，到時候沒有辦法處理。」甚至表示二戰後因為台灣人沒有主體性與主導性，以至於被人家拖著走。當時吳三連對康寧祥表示「如果現在組黨，這位老前輩會參加喔」。:264然而隨著美麗島事件發生，就沒有第四次會了。:263-264康寧祥認為以他當時高齡91歲狀況，組黨對他来说已不是完成偉大政治理想，然而對臺灣人命運的終極關懷，他們對抗過日本殖民統治的前輩雖然戰後各奔前程，但在見證歷史的時刻，仍然心繫臺灣。康寧祥認為這是臺灣社會最寶貴的力量，也是蔣經國政府最不願意見到的局面。:264
1983年1月4日晚間九點因支氣管炎在家中逝世，享耆壽94歲。

## 軼事
- 被視為二二八事件元兇之一的陳儀被槍决後，蔡培火曾於1950年6月19日親筆寫給韓石泉一封信。表示「一代巨奸陳儀昨朝結束，亦可謂天理昭然，頗慰人心」。[3]
- 在彭明敏《逃亡》一書中，曾對蔡培火有下列描述：蔡培火是極端虛榮、偽善，阿諛權勢的機會主義者。他獲任命為行政院政務委員後，得意忘形，在教會公開場合，怕別人不知道他地位的崇高，刻意說明：「我這政務委員就等於是日本的大臣，你們知不知道？」而在彭明敏逃離台灣後，國民黨政府對彭明敏家人進行打壓，包括要求其姊彭淑媛辭職淡水工商學校校長一事上，蔡本人也配合打壓。[4]
- 1968年黨外勢力的石錫勳獲青年黨提名為彰化縣長候選人，然而隨即便遭到逮捕，判刑7年。出狱后，石本人更罹患心臟病，高血壓、氣喘等多種疾病。其夫人為此四處請託，去找文協時期与石氏對立的蔡培火幫忙。蔡培火曾一度奚落她說：「你以為我不知道他們以前都罵我『臭氆火(chhàu-phú hóe)』。」不過蔡培火最後仍基於基督徒的立場，還是幫石錫勳爭取到保外就醫。[5][6]
- 李敖評價蔡培火是又失個人立場又失團體身分。在1982年起的「批康運動」中，李敖曾批「康寧祥型」師承蔡培火。「對國民黨大員，他們師承又失個人立場又失團體身分的蔡培火，但對黨外，他們卻抬出革命家蔣渭水，康寧祥說『蔣渭水先生是我一直要學習的對象。』幸虧是康寧祥學蔣渭水，要是蔣渭水學康寧祥，恐怕就得向日本總督致最高敬意了，好倒霉的蔣渭水阿！」[7]

## 著作的出版及刊載情況

### 著作出版
- 蔡培火，《Cha̍p-hāng Koán-kiàn》（十項管見），蔡培火自費出版，1925年。全書使用白話字書寫。
- 蔡培火，東京市：台灣問題研究會，1928年。
- 蔡培火，東京市，蔡培火自費出版，1934年。
- 蔡培火，（東亞之子如思想），東京市：岩波書店，1937年。
- 蔡培火等人撰述，《韓石泉先生逝世三週年紀念專輯》，該紀念專輯編印委員會，1966年。
- 蔡培火，《國語閩南語對照常用辭典》，正中書局，1969年。
- 蔡培火，《與日本國民書》，新店市：學術，1974年。
- 蔡培火等，《臺灣民族運動史》，台北市：學海，1976年。
- 蔡培火等，《台灣民族運動史》，台北市：自立晚報，1987年。(掛名，實由葉榮鐘執筆)
- 張漢裕主編，《蔡培火全集》，吳三連台灣史料基金會，2000年初版。
- 蔡培火著，《Cha̍p-hāng Koán-kiàn》，臺南市 : 教會公報社出版，2008年。該書為1925年出版的《十項管見》影印本。
- 蔡培火等人撰述，《蔡培火等先賢詩文手稿五種》，龍文出版，2011年5月。

### 文章刊載列表
- 蔡培火，〈新台灣佮羅馬字〉，《台灣文學運動論文集》。[何时？]
- 蔡培火，〈簡體字運動並非不要緊，提高大眾文化是更要緊的〉，《文字論叢第一輯》。[何时？]
- 蔡培火，《日本植民地教育政策史料集成 台湾篇 第三集 教育施策関係資料》(復刻本)，東京都龍溪書舍，2009年。
- 蔡培火，〈灌園先生(林獻堂)與我之間〉，1976年9月《大學雜誌》。
- 蔡培火，〈我與王芃生先生的關係〉，1976年5月《中外雜誌》。
- 蔡培火，〈有關中華文化復興運動幾點商榷〉，1968年11月《中華復興月刊》。
- 蔡培火，〈從臺灣鄉土文化看中華復興〉，1967年6月《政代政治》。
- 蔡培火，〈從臺灣鄉土文化看中華文化復興〉，1967年5月《中國世紀》。
- 蔡培火，〈從臺灣鄉土文化看中華文化復興〉，1967年6月《現代國家》。
- 蔡培火，〈臺灣民族運動領導者林獻堂先生〉，1957年10月《教育與文化》。

## 相關研究

### 碩博士論文
使用「台灣博碩士論文知識加值系統」查詢，目前(2011/10/06)已知的有：
- 蕭柏暐，〈台灣的報業傳承與政治社會運動─以台灣民報社員人際網絡為中心〉，國立台北教育大學台灣文化研究所碩士論文，2011年。
- 施俊州，〈語言、體制、象徵暴力：前運動期台語文學kap華語文學關係研究〉，國立成功大學台灣文學系博士論文，2009年。
- 陳玟錚，〈蔡培火及其政治文化抗日運動〉，國立清華大學歷史研究所，碩士論文，2006年。
- 顏欣怡，〈青年蔡培火的身分論述─日本大正思潮下的台灣意識〉，國立中山大學政治學研究所碩士論文，2006年。
- 林佩蓉，〈抵抗的年代‧交戰的思維─蔡培火的文化活動及其思想研究(以日治時期為主)〉，國立成功大學台灣文學研究所，2004年。
- 黃佳惠，〈白話字資料中的台語文學研究〉，台南師範學院鄉土文化研究所碩士論文，2002年。

### 期刊、論文集論文
使用「台灣文史哲論文集篇目索引系統」跟「台灣期刊論文索引系統」，目前(2011-10-06)已知的有：
- 周華斌，〈用臺灣話教育臺灣人--蔡培火「白話字」chhui-sak運動基底te̍k ê念頭 〉，2011年6月《台灣文學館通訊》。
- 蔣為文，〈蔡培火kap臺灣文化協會ê羅馬字運動 〉，2009年6月《台灣風物》。
- 洪可均，〈跨時代臺籍菁英的抉擇與困境--蔡培火的政治參與 〉，2009年6月《中華行政學報》。
- 林冠瑜，〈論述的彼端--蔡培火話語中的性格與心理 〉，2008年12月《台灣史料研究》。
- 顏欣怡，〈從殖民地看向東亞：留日學生蔡培火的身分意識 〉，2008年6月《國家發展研究》。
- 李勤岸，〈蔡培火白話字散文集--《十項管見》ê關鍵：論述中ê譬論 〉，2007年12月《海翁台語文學》。
- 陳玟錚，〈蔡培火與日治時代大眾媒體之關係--以《臺灣青年》、《臺灣》、《臺灣民報》與《臺灣新民報》為例〉，《台灣風物》。
- 陳慕真，〈語言主張與民族認同--蔡培火戰前戰後之探討 〉，2004年12月《淡水牛津臺灣文學研究集刊》。
- 李毓嵐，〈蔡培火與台灣白話字運動〉，2003年9月《近代中國》。
- 陳君愷，〈綜評三本有關日治時期臺灣政治社會運動的專著[臺灣總督府警務局編《臺灣社會運動史》、蔡培火等合著《臺灣民族運動史》、連溫卿著《臺灣政治運動史》] 〉，1990年6月《歷史學報》。
- 陳三井，〈蔡培火先生傳略〉，1988年12月《近代中國》。
- 胡有瑞整理，〈「蔡培火先生百年誕辰」口述歷史座談會紀實 〉，1988年12月《近代中國》。
- 雲林文獻編輯，〈蔡培火老先生生平事略及遺墨〉，1983年6月《雲林文獻》。
- 邱逸松，〈蔡培火(1885~1983)〉，1983年3月《傳記文學》。
- 蔡憲崇、謝德錫，〈臺灣教師的先覺者:王敏川與蔡培火 〉，1983年3月《台灣文藝》。
- 王曉波，〈「治警事件」的二志士：敬悼陳逢源與蔡培火先生 〉，1983年2月《中華雜誌》。
- 政治評論，〈蔡公培火老先生生平事略 〉，1983年2月《政治評論》。

### 書籍
使用「全國圖書書目資訊網」查詢，目前(2011-10-08)已知的有：
- 賴淳彥，《蔡培火的詩曲及彼個時代》，吳三連台灣史料基金會，1999年。
- 蘇進強(履彊)，《風骨嶙峋的長者 : 蔡培火傳》，台北市近代中國，1990年。

## 外部連結
- 蔡培火全集| 吳三連台灣史料基金會 （页面存档备份，存于）